# Šolta (sziget)
Šolta (olaszul: Solta) egy sziget Horvátországban, Közép-Dalmáciában, Bračtól nyugatra. Közigazgatásilag Split-Dalmácia megyéhez tartozik.

## Fekvése
A szigetet északnyugatról Drvenik Veli, keletről Brač, délkeletről Hvar, északkeleről a kontinens határolja. Drveniktől a Nagy Šoltai-csatorna, Bračtól a Splitska vrata, a kontinenstől a Spliti-csatorna választja el. Hosszúsága 19 km, legnagyobb szélessége 4,9 km, területe 58,98 km². Partvonalának hosszúsága 79,5 km. A sziget legmagasabb csúcsa, a Vela straža 237 m magas, Gornji selo közelében található. Šolta szigete mentén további hét sziget (Stipanska, Polebrnjak, Saskinja, Grmej, vagy Gmej, Rudula, vagy Radula, Balkun és Kamičić hrid) található. A sziget fő települése Grohote.

## Neve
A szigetet már az i. e. 4. században említik „Olyntha” néven. Később „Osolent”nek hívták. A horvátok megérkezésével a nevet „Sulet” formára horvátosították. A sziget az újkorig viselte ezt a nevet, amikor a velencei hatóságok befolyása alatt a horvát nevet Solta (Šolta) alakúra romanizálták. Ennek elterjedésében nagy szerepet játszott a 19. századi osztrák-magyar térképészeti felmérés, mely térképein az elnevezésekben az olasz neveket vette alapul.

## Története
A sziget legrégibb régészeti leletei a neolitikumból származnak. A Zadoci nevű helyen kőszekercét és kőkéseket, a Brdo nevű helyen pedig bronzkori használati tárgyakat és fegyvereket találtak. Az első ismert itt lakó nép az illírek voltak, akik elsősorban a magaslatokat alakították ki lakóhelyül. Erődített településeik a Gradina, Vela Straža és Gradac nevű magaslatokon, sírjaik a Laze nevű helyen kerültek elő. A legenda szerint a Senjska-öböl felett állt az egyik híres illír uralkodó, Teuta királyné palotája. Az illír dalmát törzs itteni jelenlétét két itt talált felirat is igazolja, melyeket a spliti régészeti múzeumban őriznek, amelyeken két jellegzetes illír név Plator és P. Raecius szerepel. Mivel a szigeten szervezett régészeti feltárás még nem történt a régészeti emlékek elsősorban a mezőkön végzett munkák során kerülnek elő. A római korból is több használati tárgy és település maradványa került elő. Ilyen régészeti lelőhely a Donje Selotól nyugatra fekvő Mirine, ahol egy villagazdaság alapfalai találhatók. Donje Selotól északra található Studenac, valamint a nyugatra fekvő Pod Mihovil, ahol padlómozaik, délnyugatra pedig Svilaja, ahol szarkofágfedél került elő. Római épület alapfalak találhatók még Grohote közelében több helyen, továbbá a Banja-öbölben, Starinén Gornje Selo közelében, valamint a Piškera-öbölben is.
A kereszténység a 4. század elején jelent meg a szigeten. Ebből a korból származik a grohotei Szent István templom északi oldalán feltárt ókeresztény bazilika és két szarkofág. Ókeresztény bazilika maradványa található a kis Stipanska-szigeten Maslinica előtt, valamint Donje Selón a mai Szent Ilona templom helyén is. A Római Birodalom bukása után a sziget Dalmácia nyugati részével együtt gót uralom alatt állt egészen 555-ig, amikor bizánci uralom alá került. A 7. század végén Dalmácia akkori legjelentősebb városát Salonát elfoglalták az avarok és segédnépeik, az akkor még pogány szlávok. A lakosság a közeli szigetekre, köztük Šoltára menekült. Az itteni romanizált lakosság idővel beleolvadt az érkező horvátokba. 803 és 812 között Šolta a Frank Birodalom része volt, majd újra bizánci uralom alá került. A szigetet ebben az időszakban gyakran fosztogatták a neretvánok, a szaracénok, majd később a velenceiek. A 12. századtól a 14. század végéig Šolta a Magyar Királyság része volt. A 13. század elején Šolta spalatói nemesi családok birtoka volt, akiknek jelentős jövedelmeik származtak itteni birtokaik haszonbérbe adásából. A szigeten élők fő jövedelmi forrását a mezőgazdaság (szőlő, olíva, gabona), kisebb mértékben az állattartás, valamint a mész, a szén, a tűzifa és a só adta. 1240 júniusában az egyik dalmáciai hatalmasság a Kačićok támadták meg a spalatóiak birtokait, ennek során kifosztották Šoltát és felgyújtották a grohotei Szent István templomot. A 14. századra a kereskedelem is nagyon fejlett volt, mivel a šoltaiak között ekkor már számos hajótulajdonost találunk. A 14. század közepén a velenceiek fosztották ki s szigetet, mely később is gyakran ki volt téve az uszkókok és más kalózok támadásainak.
Velence 1418. június 26-án foglalta el Šoltát és egészen 1797-ig uralma alatt maradt. A török veszély idején a szigeten több erődtorony épült és maguk a šoltaiak is magas védőfalakkal vették körül házaikat. Az egyik toronyszerű erőd a Slavić-torony Grohotén épült, ma ebben működik a község önkormányzata. Ebben az időszakban a 17. század végéig a gyakori támadások és a járványok hatására a sziget lakosságszáma lényegében stagnált, mintegy nyolcszáz főt tett ki. Az élet csak a 18. század elejére lett biztonságosabb, ekkor jöttek létre Stomorska, Rogač és valamivel később Maslinica települések. Maslinicán 1706-ban a Marchi család négyszögletes tornyot épített, ebből lett a mai ”Martinis Marchi” szálloda. 1797-ben a Velencei Köztársaság megszűnésével a sziget a Habsburg Birodalom része lett. 1806-ban Napóleon csapatai foglalták el és 1813-ig francia uralom alatt állt. Napóleon bukása után ismét Habsburg uralom következett, mely az első világháború végéig tartott. 1857-ben 1970, 1910-ben 3516 lakosa volt. Az I. világháború után rövid ideig az Olasz Királyság, ezután a Szerb-Horvát-Szlovén Királyság, majd Jugoszlávia része lett.
A második világháború idején olasz csapatok szállták meg és több mint 1800 lakos menekült el a szigetről. 1946-ban a lakosság visszatért és megkezdődött az oktatás, az orvosi ellátás és a kultúra újjászervezése. 1952-ben megalakult Šolta község, 1955-ben egészségház épült, Grohotén felépült az új iskola, mely 1963-ban nyolcosztályossá bővült, kiépültek az utak, két autóbusszal megindult a buszközlekedés, bevezették az elektromos áramot, végül 1972-ben elkezdődött a vízvezeték hálózat kiépítése. Ennek ellenére a kitelepülés folytatódott, bár üteme lassult. 1962-ben Šoltát újra Splithez csatolták és csak a független horvát állam megalakulása után lett újra önálló község. A délszláv háború kezdeti időszakában 1991. november 14-én és 15-én a Spliti csatornában tengeri csata dúlt a jugoszláv haditengerészet és a parti horvát ütegek között. A sziget lakossága 2011-ben 1700 fő volt, akik a turizmus mellett halászatból és mezőgazdaságból (szőlő- és olívatermelés) éltek.

## Lakosság
| Fő a falvakban 1857–2011 | Fő a falvakban 1857–2011 | Fő a falvakban 1857–2011 | Fő a falvakban 1857–2011 | Fő a falvakban 1857–2011 | Fő a falvakban 1857–2011 | Fő a falvakban 1857–2011 | Fő a falvakban 1857–2011 | Fő a falvakban 1857–2011 | Fő a falvakban 1857–2011 | Fő a falvakban 1857–2011 | Fő a falvakban 1857–2011 | Fő a falvakban 1857–2011 | Fő a falvakban 1857–2011 | Fő a falvakban 1857–2011 | Fő a falvakban 1857–2011 | Fő a falvakban 1857–2011 |
| ------------------------ | ------------------------ | ------------------------ | ------------------------ | ------------------------ | ------------------------ | ------------------------ | ------------------------ | ------------------------ | ------------------------ | ------------------------ | ------------------------ | ------------------------ | ------------------------ | ------------------------ | ------------------------ | ------------------------ |
| Év                       | 1857                     | 1869                     | 1880                     | 1890                     | 1900                     | 1910                     | 1921                     | 1931                     | 1948                     | 1953                     | 1961                     | 1971                     | 1981                     | 1991                     | 2001                     | 2011                     |
| Grohote                  | 750                      | 870                      | 944                      | 1160                     | 1362                     | 1245                     | 1212                     | 1269                     | 996                      | 992                      | 913                      | 712                      | 619                      | 631                      | 425                      | 441                      |
| Gornje Selo              | 356                      | 517                      | 491                      | 592                      | 715                      | 725                      | 809                      | 641                      | 629                      | 578                      | 437                      | 349                      | 252                      | 252                      | 217                      | 237                      |
| Stomorska                | 112                      | 0                        | 165                      | 199                      | 294                      | 295                      | 213                      | 312                      | 312                      | 286                      | 303                      | 206                      | 101                      | 117                      | 199                      | 241                      |
| Maslinica                | 92                       | 0                        | 123                      | 157                      | 173                      | 171                      | 169                      | 199                      | 180                      | 191                      | 179                      | 147                      | 64                       | 69                       | 174                      | 208                      |
| Rogač                    | 0                        | 0                        | 13                       | 59                       | 0                        | 17                       | 0                        | 0                        | 0                        | 36                       | 50                       | 49                       | 0                        | 0                        | 100                      | 110                      |
| Nečujam                  | 0                        | 0                        | 0                        | 0                        | 0                        | 0                        | 0                        | 0                        | 0                        | 12                       | 19                       | 6                        | 0                        | 0                        | 80                       | 173                      |
| Donje Selo               |                          |                          |                          |                          |                          |                          |                          |                          |                          |                          |                          |                          |                          |                          |                          | 161                      |
| Srednje Selo             | 256                      | 325                      | 316                      | 355                      | 394                      | 372                      | 324                      | 309                      | 321                      | 308                      | 285                      | 206                      | 143                      | 150                      | 128                      | 104                      |
| Összesen                 | 1566                     | 1712                     | 2052                     | 2522                     | 2938                     | 2825                     | 2727                     | 2730                     | 2438                     | 2043                     | 2186                     | 1675                     | 1179                     | 1219                     | 1323                     | 1675                     |

## Gazdaság
A sziget gazdasága a szőlőültetvényeken, az olajbogyó- és gyümölcstermesztésen, a halászaton és a turizmuson alapszik. Míg a fő települések (Grohote, Gornje Selo, Srednje Selo, Donje Selo) sziget belsejében vannak, a fő halászati központ Maslinica, amely csak északnyugati szélnek van kitéve, így jó menedékhely a kisebb hajók számára. A sziget fő turisztikai kikötője Rogač, Nečujam pedig a turizmus központja.
Régen szinte az egész sziget megművelt táj volt olajfaligetekkel, fügefákkal, szőlőkkel és legelőkkel. Különösen az elmúlt 50 évben a sziget tájképileg sok évszázad óta a legnagyobb változáson ment keresztül. Megszűntek a nagybirtokok, melyeket felosztottak. A kistermelőket a kommunizmus nem támogatta. Az elvándorlás miatt hiányzik a munkaerő a mezőgazdaságból, valamint az állatállomány is csökkent. Így a megművelt területek egyre inkább csökkentek. Az öröklődés miatt az ingatlanok olyan kicsivé váltak, hogy művelésükről gyakran generációk óta nem gondoskodnak az emberek. Ez azt jelenti, hogy a tulajdoni állapotok gyakran tisztázatlanok, ami kizárja az értékesítést vagy a jogilag biztonságos lízinget. Ilyen körülmények között jövedelmező gazdaságok vezetése aligha lehetséges, mivel mivel nagyobb területek nem állnak rendelkezésre. Nagyobb területeket csak az államtól lehet bérelni.

## Növény- és állatvilág
A szigeten kiemelendő a növény- és különösen az állatvilág gazdagsága. Több mint 100 madárfaj mellett, sok vaddisznó, mezei nyúl stb. található itt. A sziget szimbóluma a „čuvita”, egy bagolyfaj, amelyet napközben időnként hallhat. Itt nyúlik vissza a szigetlakók beceneve, a „čuvitari”. Nagyon jellemző a szigetre a kabócák állandó ciripelése. Az éghajlat miatt a szigeten a narancs és a citrom gond nélkül termeszthető. A szárazföldi vízvezeték 1972-es megépítése előtt az öntözés nagy problémát jelentett. Ma kiváló minőségű ivóvíz áll rendelkezésre, mely a Split környéki hegyekből érkezik. A sziget olyan messze délre található, hogy a datolyapálmához hasonló pálmafák nőnek. A Malajziából Afrikán keresztül behozott pálmafúró ormányosbogár (Rhynchophorus ferrugineus) szintén eljutott Šoltáig, és a természetes ellenségek hiánya miatt tovább terjed Horvátországban. A hivatalos tilalmak ellenére (Horvátországban 2009 óta) a karanténintézkedések be nem tartása, a hamis származási okmányok és a fertőzött növények hiányzó vagy nem megfelelő eltávolítása határozatlan időre elpusztította Šoltában a pálmaállományt.
2019 júliusában a horvát Hvar, Brač és Šolta szigeteken megnőtt egy polipfaj a Tremoctopus violaceus előfordulása, ami nagyon ritka az Adriai-tengeren. A polip gyakori előfordulásáról Dalmáciában 1936-ban számoltak be utoljára. Ezt a polipot a nőstények (legfeljebb 2,5 méter) és a hímek (csak 2,4 centiméter) közötti hatalmas méretkülönbség jellemzi.

## Fordítás
- Ez a szócikk részben vagy egészben  a(z)   Šolta című horvát Wikipédia-szócikk ezen változatának fordításán alapul.  Az eredeti cikk szerkesztőit annak laptörténete sorolja fel. Ez a jelzés csupán a megfogalmazás eredetét és a szerzői jogokat jelzi, nem szolgál a cikkben szereplő információk forrásmegjelöléseként.
- Ez a szócikk részben vagy egészben  a(z)   Šolta című német Wikipédia-szócikk ezen változatának fordításán alapul.  Az eredeti cikk szerkesztőit annak laptörténete sorolja fel. Ez a jelzés csupán a megfogalmazás eredetét és a szerzői jogokat jelzi, nem szolgál a cikkben szereplő információk forrásmegjelöléseként.